# Premi Robert 2000
La 17ª edizione dei Premi Robert si è svolta a Copenaghen nel 2000.

## Vincitori e candidati
I vincitori sono indicati in grassetto, a seguire gli altri candidati.
Miglior film
- Den eneste ene, regia di Susanne Bier

Miglior attore protagonista
- Niels Olsen - Den eneste ene
- Anders W. Berthelsen - Mifune - Dogma 3 (Mifunes sidste sang)
- Kim Bodnia - Bleeder
- Robert Hansen - Kærlighed ved første hik
- Ali Kazim - Pizza King
- Henrik Lykkegaard - Bornholms stemme

Miglior attrice protagonista
- Sidse Babett Knudsen - Den eneste ene
- Rikke Louise Andersson - Bleeder
- Iben Hjejle - Mifune - Dogma 3 (Mifunes sidste sang)
- Mette Lisby - Klinkevals
- Sofie Stougaard - Bornholms stemme

Miglior attore non protagonista
- Jesper Asholt - Mifune - Dogma 3 (Mifunes sidste sang)
- Janus Nabil Bakrawi - Pizza King
- Rolf Lassgård - Magnetisörens femte vinter

Miglior attrice non protagonista
- Sofie Gråbøl - Den eneste ene
- Michelle Bjørn-Andersen - Bornholms stemme
- Bodil Jørgensen - Klinkevals
- Paprika Steen - Den eneste ene

Miglior sceneggiatura
- Kim Fupz Aakeson - Den eneste ene
- Søren Frellesen e Dennis Jürgensen - Kærlighed ved første hik
- Anders Thomas Jensen - I Kina spiser de hunde
- Anders Thomas Jensen e Søren Kragh-Jacobsen - Mifune - Dogma 3 (Mifunes sidste sang)
- Ole Christian Madsen, Janus Nabil Bakrawi e Lars Andersen - Pizza King
- Lotte Svendsen e Elith Nulle Nykjær - Bornholms stemme

Miglior fotografia
- Dirk Brüel - Magnetisörens femte vinter
- Anthony Dod Mantle - Bornholms stemme
- Anthony Dod Mantle - Mifune - Dogma 3 (Mifunes sidste sang)
- Jens Schlosser - Den eneste ene
- Morten Søborg - Bleeder

Miglior montaggio
- Valdís Óskarsdóttir - Mifune - Dogma 3 (Mifunes sidste sang)
- Pernille Bech Christensen e Mogens Hagedorn - Den eneste ene
- Ghita Beckendorff - Magnetisörens femte vinter
- Søren B. Ebbe - Pizza King
- Camilla Skousen e Steen Schapiro - Besat

Miglior scenografia
- Karl Júlíusson - Magnetisörens femte vinter
- Viggo Bentzon - Klinkevals
- Peter De Neergaard - Bleeder
- Eva Norén e Birgitte Bisgaard - Den eneste ene
- Niels Sejer - Bornholms stemme

Migliori costumi
- Katja Watkins - Magnetisörens femte vinter
- Edward Fuglø - Bye Bye Blue Bird
- Maria Gyllenhoff - Bornholms stemme
- Helle Nielsen - Pizza King
- Manon Rasmussen - Klinkevals

Miglior musica
- Søren Hyldgaard e Jesper Winge Leisner - Den eneste ene
- Jens Brygman - Bornholms stemme
- Hilmar Örn Hilmarsson - Bye Bye Blue Bird
- Jeppe Kaas - Kærlighed ved første hik
- Peter Peter - Bleeder

Miglior sonoro
- Niels Arild - Magnetisörens femte vinter
- Martin Saabye Andersen - Kærlighed ved første hik
- Morten Degnbol e Hans Møller - Mifune - Dogma 3 (Mifunes sidste sang)
- Svenn Jakobsen - Bleeder
- Christian Howard Lund - Pizza King

Migliori luci
- Jacob Marlow e Emil Sparre-Ulrich - Bleeder
- Thomas Neivelt - Bornholms stemme
- Jacob Østergaard - Magnetisörens femte vinter
- Michael Sørensen - Kærlighed ved første hik
- Jørn Tovgaard, Th. Petersen e Jacob Glumsøe - Besat

Miglior trucco
- John Kindahl - Magnetisörens femte vinter
- Malin Birch-Jensen - Den eneste ene
- Louise Bruun - Bleeder
- Charlotte Laustsen - I Kina spiser de hunde
- Anne Cathrine Sauerberg - Klinkevals

Migliori effetti speciali
- Hummer Høimark - I Kina spiser de hunde
- Lars Kolding Andersen e Hummer Høimark - Bleeder
- Lars Kolding Andersen e Flemming Mundt - Besat

Miglior film statunitense
- Una storia vera (The Straight Story), regia di David Lynch

Miglior film straniero non statunitense
- Tutto su mia madre (Todo sobre mi madre), regia di Pedro Almodóvar ex aequo La vita è bella, regia di Roberto Benigni

Miglior documentario
- Jeg er levende - Søren Ulrik Thomsen, digter, regia di Jørgen Leth

Miglior cortometraggio
- Solen er så rød, regia di Jens Arentzen

Premio Robert onorario
- Marguerite Viby